# アルフレート・ヴェルナー
アルフレート・ヴェルナー（Alfred Werner, 1866年12月12日 – 1919年11月15日）はスイスの化学者。遷移元素錯体の八面体形の構造を提唱し、1913年にノーベル化学賞を受賞した。錯体化学の創始者。無機化学の分野では最初のノーベル化学賞であり、1973年までは唯一だった。

## 生涯
アルザスのミュルーズで生まれる（当時はフランスに属していたが、1871年にドイツに併合された）。化学を学ぶためスイスのチューリッヒ工科大学に進学し、1890年に博士号を取得。パリで研究生活を送った後、1892年にチューリッヒ大学に戻り教授となった。1895年、スイス市民権を得た。1919年死去。

## 業績

### 配位化学
1893年、ヴェルナーは錯イオンを含む配位化合物の正しい構造を提唱した最初の人物となった。それは、中心に遷移金属原子があり、その周りに中性または陰イオンの配位子があるという構造である。
例えばコバルトは CoCl3•6NH3 という化学式で表される錯体を形成するが、ドットで表されている部分の関係は謎だった。ヴェルナーは [Co(NH3)6]Cl3 という構造を提唱し、Co3+ イオンを6つの NH3 が取り囲んで八面体を形成しているとした。3つの Cl- は自由イオンとして分離しており、ヴェルナーは水溶液の電気伝導率の測定と硝酸銀を使って塩素陰イオンを沈殿させる実験で確認した。後に CoCl3•6NH3 の化学的性質についてのヴェルナーの提案を確認するのに、磁化率の測定も行われた。

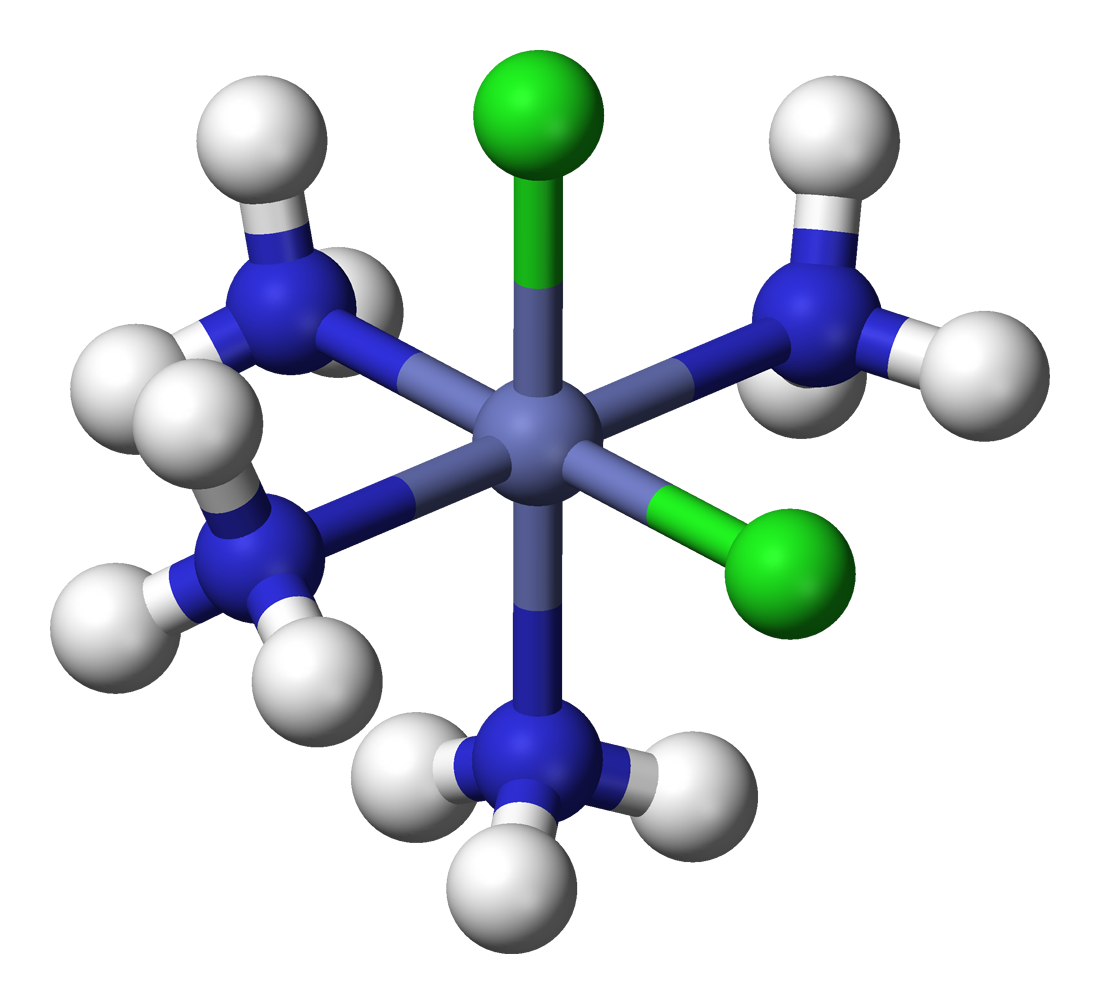
cis-[Co(NH3)4 Cl2]+
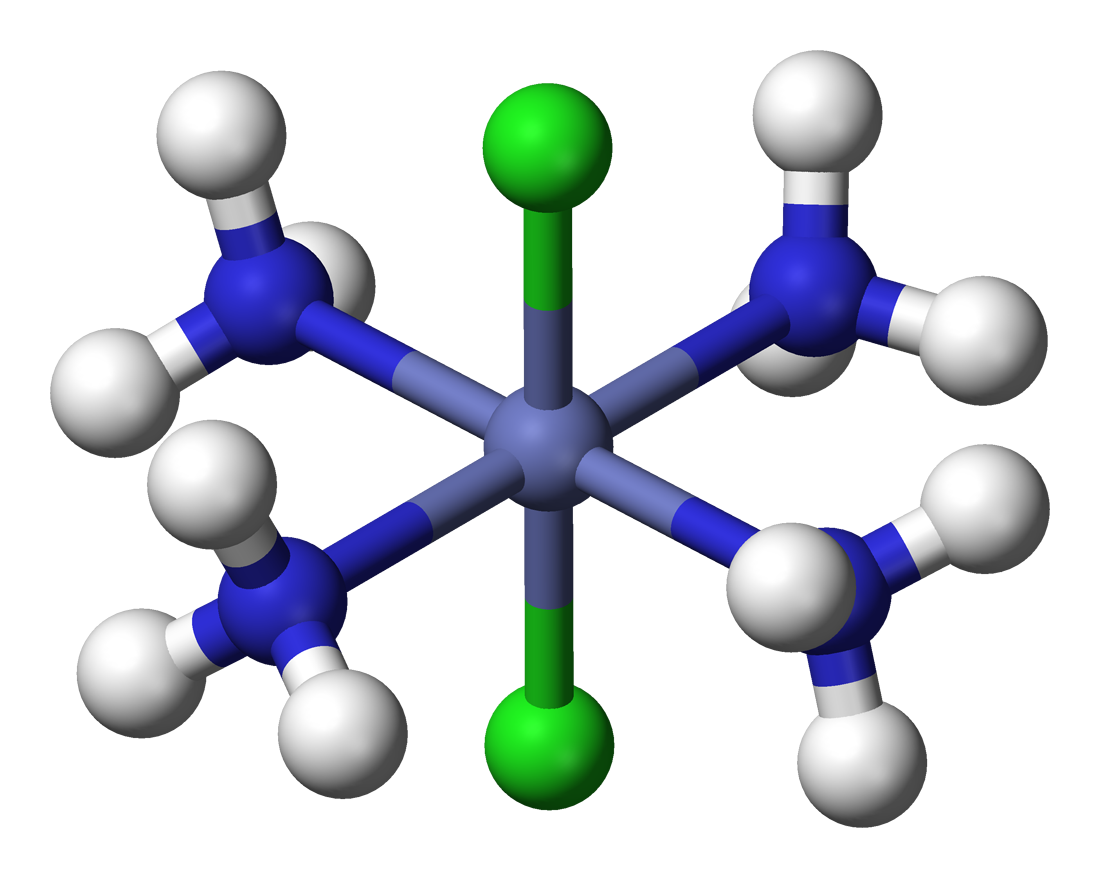
trans-[Co(NH3)4 Cl2]+

複数種類の配位子のある錯体では、観測される異性体の数がヴェルナーの説によってうまく説明できる。例えば彼は "Co(NH3)4Cl3" には緑と紫の2つの異性体があることを説明した。ヴェルナーはそれらが2種類の幾何異性体であり、[Co(NH3)4Cl2]Cl という化学式で表され、電気伝導率の測定によって1つの Cl- が分離していることを確認した。コバルト原子が4つの NH3 と2つの Cl という配位子に囲まれて八面体形を形成している。緑の異性体はトランス型で Cl は相対する頂点に位置するが、紫の異性体はシス型で Cl が隣接する頂点に位置している。
ヴェルナーは光学異性体の錯体の存在も予測しており、1914年に hexol と名付けた化学式 [Co(Co(NH3)4(OH)2)3]Br6 のキラル化合物の合成に成功した。

### 原子価の性質
ヴェルナー以前の化学者は元素の原子価を、結合の種類を特に区別せず、何個の結合を持てるかという数としていた。しかし例えば [Co(NH3)6]Cl3 のような錯体では、ヴェルナーは Co-Cl 結合は「主」原子価3に相当する距離の長い結合だが、Co-NH3 の結合は弱い「副」原子価6に相当し、距離が短いと考えた。この後者の6という値をヴェルナーは「配位数 (coordination number)」と名付け、分子（この場合は NH3）が中心の金属原子に直接繋がる数と定義した。彼は他にも配位数4と8の錯体を発見している。
この見方や他の類似の見方にのっとり、リヒャルト・アベッグは1904年に「アベッグの規則」と呼ばれるものを提案した。それは、元素の正の最大の原子価と負の最大の原子価の差は8になる、というものである。この規則をさらに発展させたのがギルバート・ルイスで、彼は1916年に「オクテット則」を定式化した。
今日では、ヴェルナーの主原子価は酸化数に対応し、副原子価は今も配位数と呼ばれている。上の例での Co-Cl 結合はイオン結合に分類され、Co-N 結合はルイス酸 Co3+ とルイス塩基 NH3 の配位結合に分類されている。